# Piràmide I de Lepsius
La piràmide I de Lepsius és una piràmide anònima, sens dubte inacabada, situada al nord-est de la necròpolis sud d'Abou Rawash. Deu el seu nom al seu descobridor, l'egiptòleg Karl Richard Lepsius, que la va situar en el primer lloc de la seva llista de les piràmides d'Egipte.
Actualment, alguns egiptòlegs encara discuteixen sobre la forma del monument, com Jean-Philippe Lauer, que la veu com una mastaba.

## Descripció

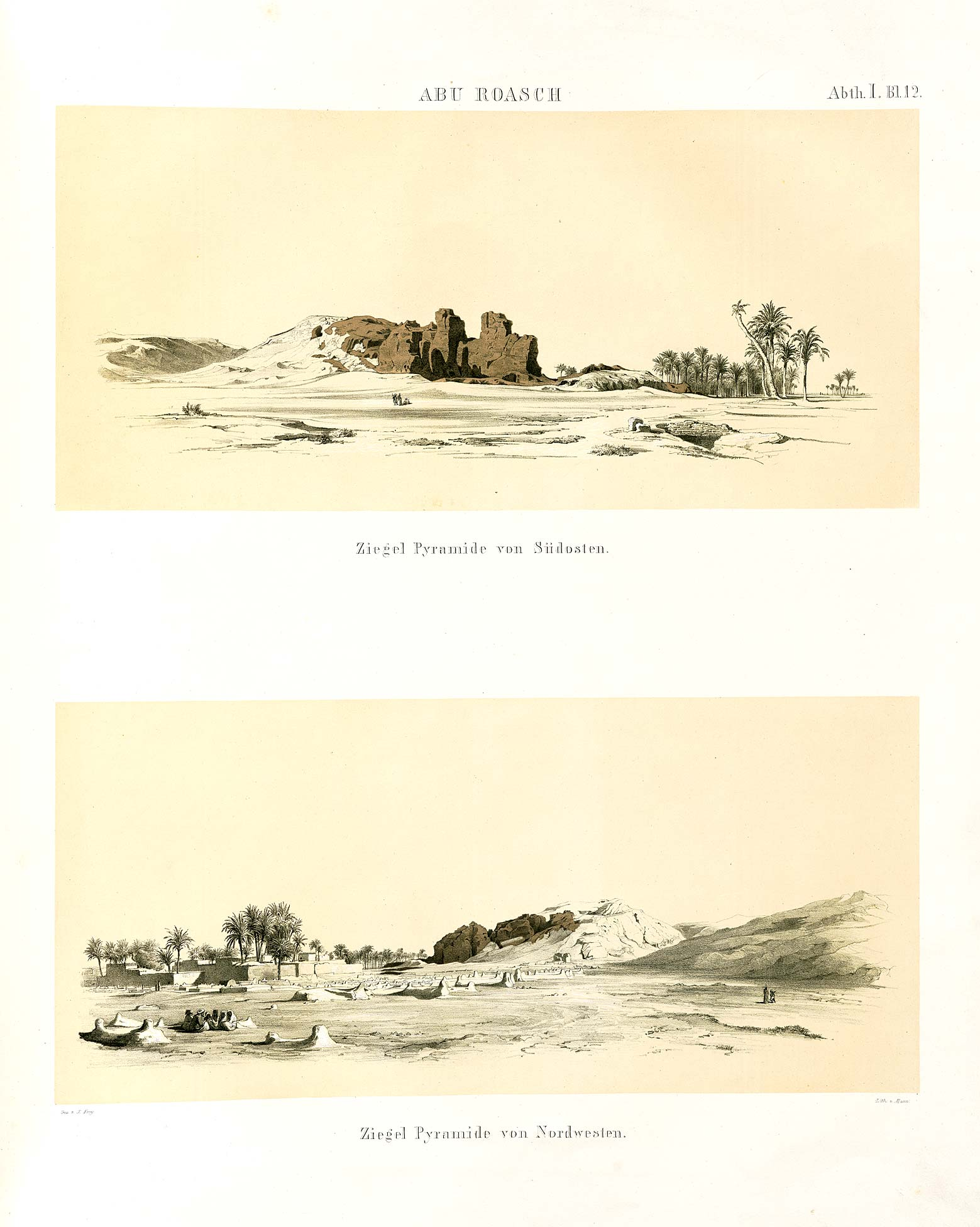
Vistes de la piràmice I (per Lepsius,)

Aquest monument segueix sent molt desconegut tot i un estudi preliminar realitzat per N. Swelim el 1987. Les estimacions de l'altura de la piràmide varien des de 107,5 m fins a més de 150,5 m (la segona més alta, després de la de la piràmide de Kheops). La base era d'uns 215 m, aproximadament.
La seva datació també està molt debatuda; alguns creuen que pertany a la Dinastia III egípcia o a la Dinastia IV, altres creuen que podria ser de la Dinastia V o de la Dinastia VI. N. Swelim opta per la IV dinastia egípcia, avançant que la piràmide es beneficia d'una eminència rocosa, peculiaritat arquitectònica peculiar de les piràmides d'aquest període.
L'estructura consistia en esglaons de maons en brut, similars als d'una piràmide esglaonada, que es trobaven, segons N. Swelim, coberts amb un revestiment que donava l'aspecte final d'una piràmide llisa.
La cambra funerària segueix el mateix pla que el de la piràmide de Djedefre; un llarg passadís accessible des de la cara nord i inclinat en un angle de 25°. No obstant això, gran part d'aquesta baixada està tallada a la roca i condueix a una cambra funerària subterrània, situada sota l'àpex. La dimensió de la cambra ès de 5.50 m de costat a la base i 5 metres d'altura.

## Galeria d'imatges

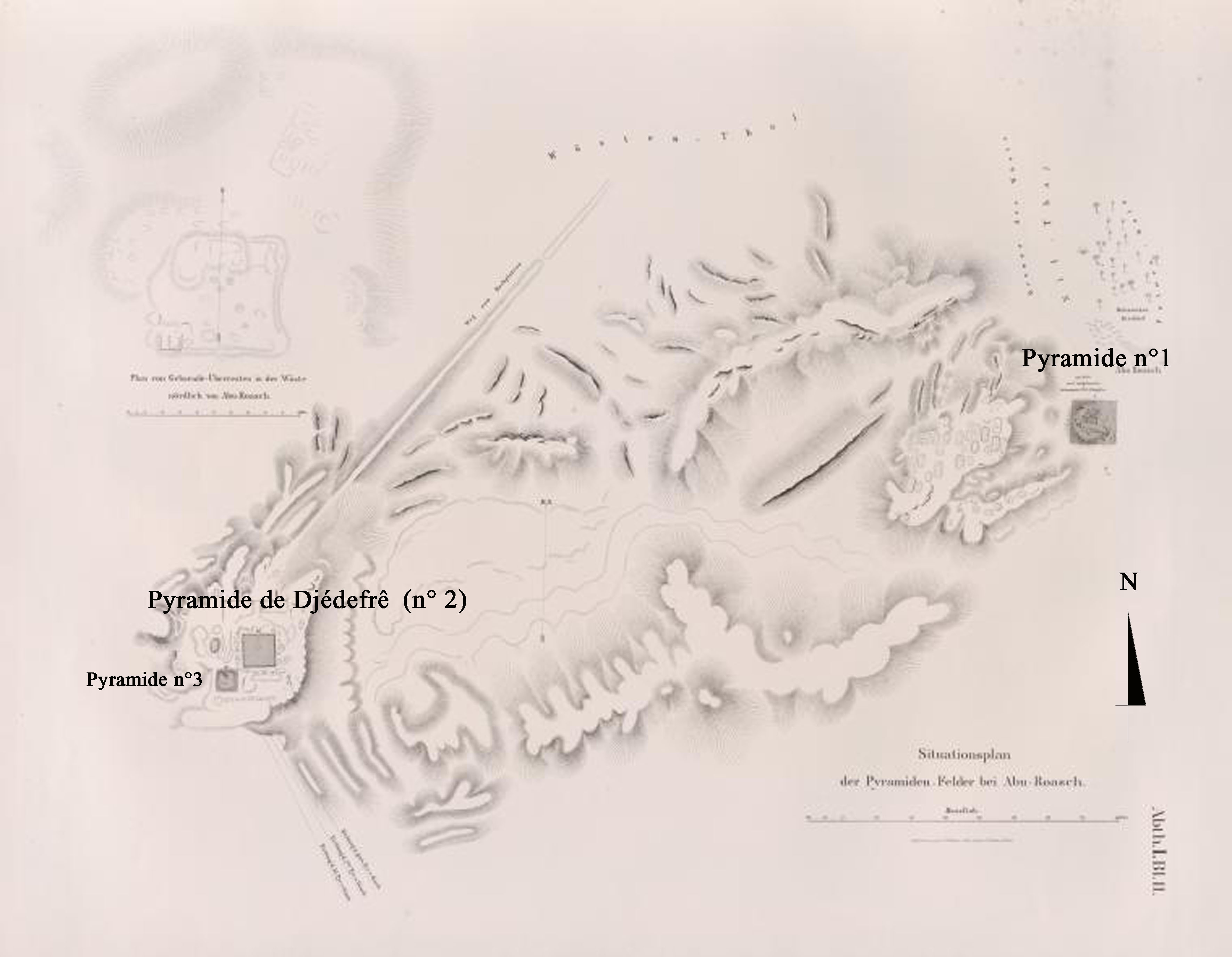
Posició de la piràmide al mapa de Lepsius
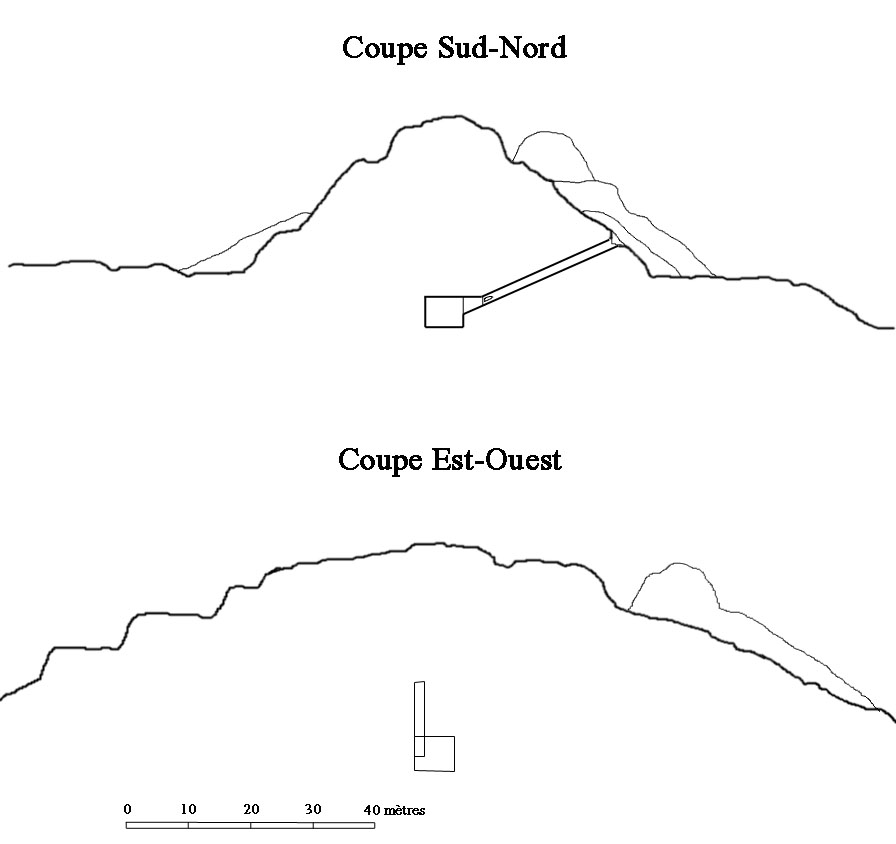
Ruines de la piràmide
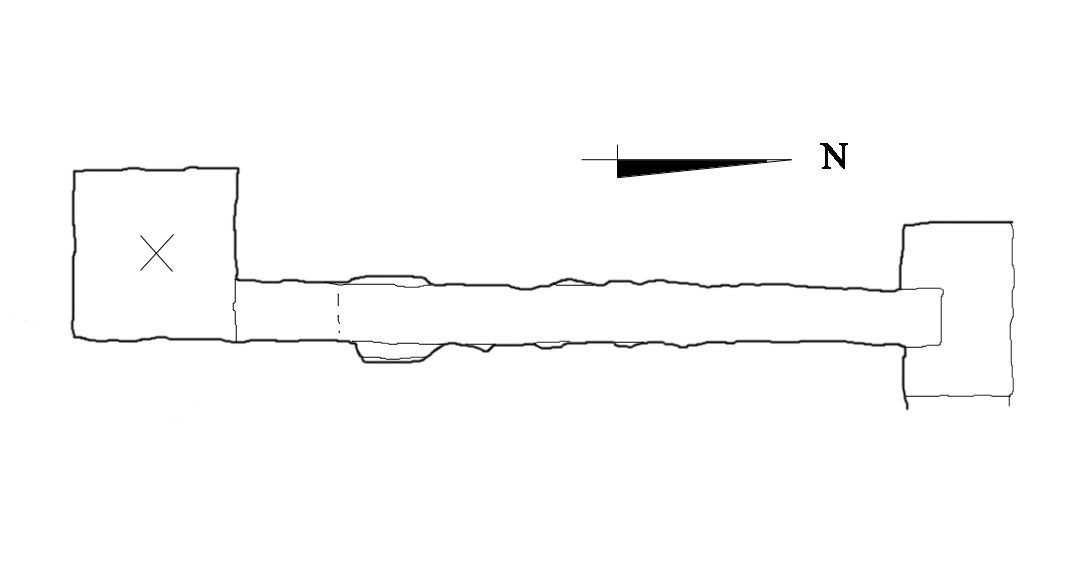
Cambra funerària de la piràmide
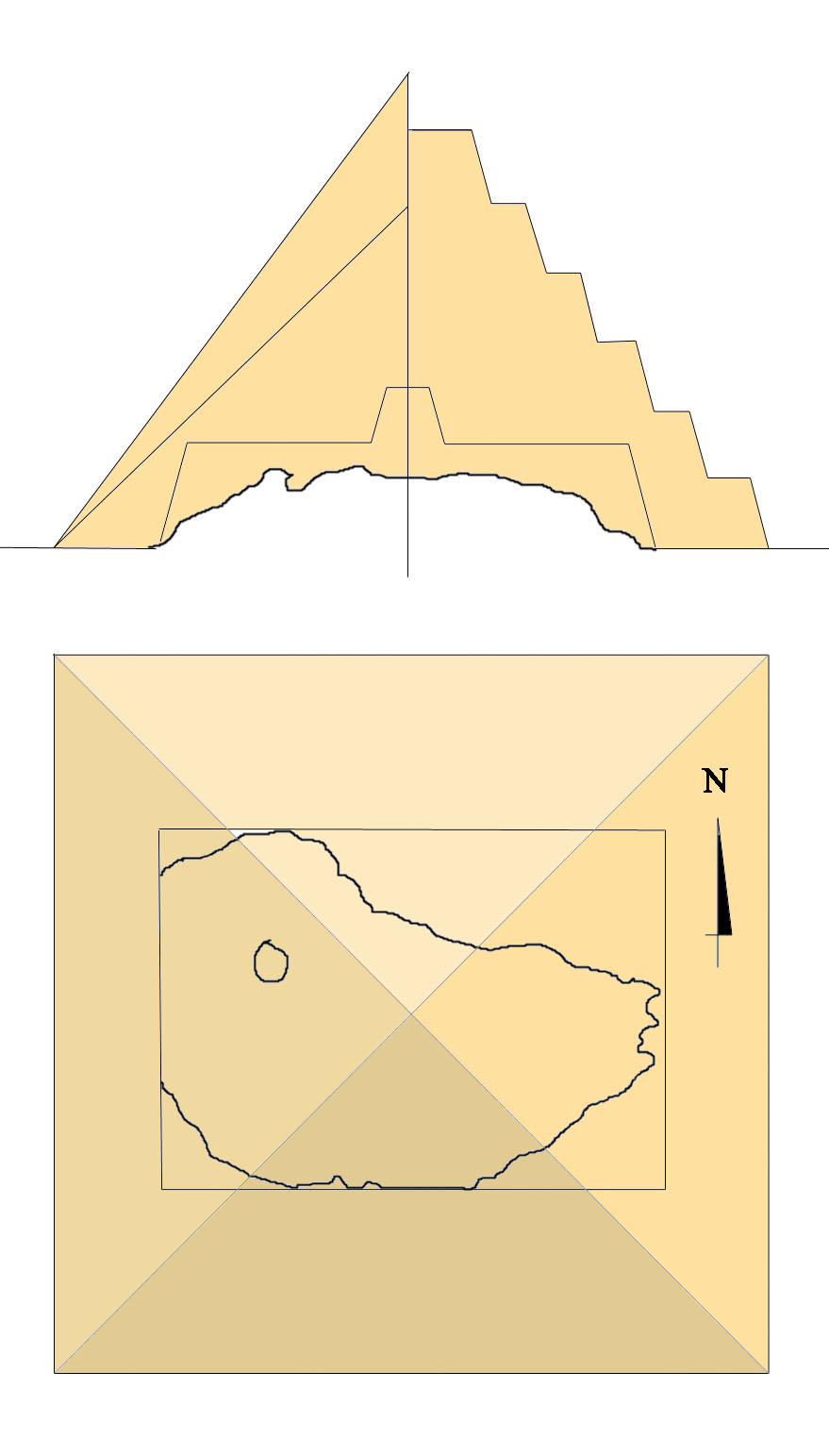
Reconstrucció de la piràmide (segons N. Swelim)